# Sessea crassivenosa
Sessea crassivenosa är en potatisväxtart. Sessea crassivenosa ingår i släktet Sessea och familjen potatisväxter.

## Underarter
Arten delas in i följande underarter:
- S. c. crassivenosa
- S. c. macrocalyx
- S. c. multivenosa